# The York Brothers
The York Brothers was een Amerikaans country-duo, bestaande uit de gebroers Leslie York (23 augustus 1917 - februari 1984) en George York (10 februari 1910 - juli 1974). Ze waren actief van de jaren dertig tot in de jaren vijftig en stonden bekend om hun close harmony, waarmee ze een invloedsbron voor de Everly Brothers waren.
De broers werden geboren in Louisa, Kentucky, in een muzikale familie. Eind jaren dertig kwam het tweetal terecht in Detroit waar genoeg werk was voor countrymusici om de migranten in de auto-industrie te vermaken. De zingende en gitaarspelende broers, die werden beïnvloed door de Delmore Brothers, namen in 1939 hun eerste plaat op, het hillbilly-nummer "Hamtramck Mama", dat een onverwacht succes werd, mogelijk dankzij de wat ruige tekst. Universal liet ze meteen een aantal andere singles opnemen, zoals "Highland Park Girl". Ook dit was een succes en in 1941 konden ze een contract tekenen met Decca, waarvoor ze "Got Ramblin' and Gamblin' on My Mind" opnamen. Kort daarop keerden ze terug naar Universal en namen voor Universal's sublabel Mellow Records tientallen nummers op, onder andere een nieuwe versie van "Hamtramck Mama" (nu met elektrische gitaar). Na de Tweede Wereldoorlog, waarin de broers in de marine dienden, ging het duo naar Nashville waar ze deel werden van de Grand Ole Opry. Ze maakten platen voor Bullet Records en King Records, waaronder "Moutain Rosa Lee" (1948), "Let's Talk Our Troubles Over" (1947), "It Ain't No Good" en "You're The One". In 1950 keerden ze terug naar Detroit. In de jaren erna namen ze ook rhythm & blues-nummers op, zoals "Sixty Minute Man", of gebruikten ze Latin-ritmes. Afhankelijk van het nummer dat ze opnamen zongen ze in harmonie of in unisono. Ook werd het tweetal soms begeleid door een band. In 1953 verhuisden ze naar Dallas, waar ze onder meer voor de televisie optraden. Tussen 1947 en 1956 brachten ze 38 singles en 4 lp's uit. In 1963 begonnen de York Brothers een eigen platenlabel York Records, waarop "Monday Morning Blues" verscheen. 
Beide broers zijn in Dallas overleden.

## Discografie
- Long Time Gone, Ace Records, 2006